# Wahlenbergia ramosa

Wahlenbergia ramosa är en klockväxtart som beskrevs av George Simpson.
Wahlenbergia ramosa ingår i släktet Wahlenbergia och familjen klockväxter. Inga underarter finns listade i Catalogue of Life.